# Glikl bas Judah Leib
Glikl bas Judah Leib (hebräisch גליקל בת יהודה לייב (= Glikl, Tochter des Judah Leib), geboren vermutlich 1647 in Hamburg; gestorben am 19. September 1724 in Metz), (fälschlich) auch als Glückel von Hameln bekannt, war eine deutsche Kauffrau, die als erste Frau Deutschlands eine erhalten gebliebene, bedeutende Autobiografie schrieb.

## Leben und Wirken

### Herkunftsfamilie und Kindheit
Glikl stammte aus einer aschkenasischen Familie, die in Hamburg in wohlhabenden Verhältnissen lebte. Ihr Großvater Nathan hatte sich nach der Vertreibung aus Detmold in Altona niedergelassen, wo Graf Ernst von Holstein-Pinneberg Anfang des 17. Jahrhunderts Religionsfreiheit erlassen hatte, um Kaufleute in den aufstrebenden Handelsort zu locken, eine Politik, die nach dem Aussterben der Grafen von Schauenburg und Holstein 1640 von dem dänischen König Christian IV. und seinen Nachfolgern fortgesetzt wurde.
Glikls Vater war Juda Joseph ben Nathan (~1595 – 6. Januar 1670), auch genannt Leib oder Löb Pinkerle oder Staden. Die Namensform „Leib“ (jiddisch für „Löwe“) ist gemäß Gen 49,9  der Beiname des Stammvaters Juda; „Staden“ bezeichnet möglicherweise Stade als Geburtsort. Er war ein erfolgreicher, wohlangesehener Diamantenhändler und Vorsteher der jüdischen Gemeinde in Altona. Aus seiner ersten Ehe hatte er keine Kinder. Ihre Mutter, die Geschäftsfrau Beila bas Nathan aus Ellrich, war seine zweite Frau und sehr viel jünger als er. Als Witwe verheiratete sie sich nicht wieder und starb 1704, mehr als 30 Jahre nach ihrem Mann. Beide sind auf dem Jüdischen Friedhof in Altona beigesetzt wie auch etliche Familienmitglieder. In der Ehe wurden mindestens ein Sohn, der Toragelehrte Awraham Binjamin Wolf, und vier Töchter geboren, von denen Glikl vermutlich die älteste war.
Die Familie war vor Glikls Geburt wegen der besseren Geschäftsmöglichkeiten nach Hamburg gezogen. Hamburg hatte den Dreißigjährigen Krieg fast unbeschadet überstanden und war eine aufblühende Handelsstadt, in der seit dem 16. Jahrhundert sephardische oder portugiesische Juden mit Unterstützung des Senats ansässig waren. Glikls Familie gehörte zu den aschkenasischen oder deutschen Juden, die bis 1712 rechtlich schlechter gestellt waren als die Sepharden und auch keine eigene Synagoge in der Stadt hatten. Glikls Jugend wurde von dem damals stets vorhandenen latenten Hass auf die jüdische Gemeinde überschattet. Als Kleinkind erlebte sie 1649 die Vertreibung derjenigen deutschen Juden aus Hamburg, die sich – wie offensichtlich auch ihre Eltern – ohne besondere Erlaubnis des Hamburger Rats in der Stadt niedergelassen hatten. Daraufhin lebte ihre Familie eine Zeitlang wieder im benachbarten Altona. 1657/58 flohen die Altonaer Juden vor dem schwedischen Angriff auf Altona nach Hamburg. Glikls Vater war der erste, dem es nach der Rückkehr in die Stadt gelang, eine offizielle Erlaubnis zur Ansiedlung in Hamburg zu erhalten.

### Erste Ehe
Wie es in jüdischen Familien üblich war, heiratete sie sehr jung: Als Zwölfjährige wurde Glikl in Hameln mit Chaijm von Hameln oder Goldschmidt, einem Verwandten des reichen Hamburger Kaufmanns Chajim Fürst, verlobt und zwei Jahre später noch vor ihrem 14. Geburtstag verheiratet. Ihr Mann, der nur wenige Jahre älter war, stammte aus „einer der ältesten und bedeutendsten jüdischen Familien in Norddeutschland“.
Nach einem Jahr im Haus der Schwiegereltern zog das junge Paar nach Hamburg, „denn Hameln war kein Ort der Handelschaft“. Zunächst lebten sie bei ihren Eltern, während Chaijm erste Erfahrung als Kaufmann sammelte. Die beiden führten eine glückliche, partnerschaftliche Ehe. Glikl bekam vierzehn Kinder, von denen zwölf das Erwachsenenalter erreichten und selbst heirateten. Ihr erstes Kind wurde wenige Tage, bevor ihre Mutter ihre kleine Schwester Riwka zur Welt brachte, geboren. Chaijm nahm einen Perlen- und Juwelenhandel auf, der viele Reisen von ihm erforderte. Glikl, die auch sonst für die Einlösung der Pfänder von Kaufleuten zuständig war, musste in der Zwischenzeit das Geschäft in Hamburg alleine führen.
Während der Pest, die Hamburg 1664 heimsuchte, zog sie vorübergehend zu ihren Schwiegereltern nach Hameln. 1666 erlebte sie die allgemeine Euphorie um den angeblichen Messias Schabbtai Zvi. Es ist das einzige Mal, dass sie von Kontakten zu den Sepharden berichtet, über deren Netzwerk sich die Nachricht von dem Messias verbreitete und deren Begeisterung auch die Aschkenasen ansteckte. Nicht Wenige verkauften Hab und Gut, um von Hamburg aus die Schiffsreise in das Heilige Land anzutreten. Auch Glikls Schwiegervater veräußerte sein Haus in Hameln, schickte einige Reisekisten zum Sohn nach Hamburg und zog nach Hildesheim, um dort auf den richtigen Zeitpunkt für die Übersiedlung zu warten. Doch noch im selben Jahr konvertierte Schabbtai Zvi zum Islam und beendete somit die Hoffnung auf die Erlösung Israels und den Neubau des Jerusalemer Tempels. Für Glikl fiel diese Enttäuschung mit dem Tod ihrer dreijährigen Tochter Mate zusammen. Die Schwiegereltern blieben in Hildesheim, wo Glikl und ihr Mann sie einige Jahre später zusammen mit ihrem damals jüngsten Sohn, den sie noch stillte, besuchten.
Zwei Jahre später, um 1674, brachten sie ihre 13-jährige älteste Tochter Zippora zu deren Hochzeit nach Kleve. Zipporas 18-jähriger Ehemann Kosmann war ein Sohn des Brandenburger Hofjuden Elias Gomperz. Er gründete 1688 eine hebräische Druckerei in Amsterdam, die 1695 eine Haggada herausbrachte, die die aschkenasischen und sephardischen Seder-Traditionen vereinte. Zur Familie Gomperz bestanden bereits verwandtschaftliche Beziehungen, denn Glikls Schwester Hendele war mit einem Onkel von Zipporas Bräutigam verheiratet. Eine ältere Schwester von Kosmann Gomperz wurde einige Jahre später die Schwiegermutter von Glikls jüngerer Tochter Esther. Bei Zipporas prunkvoller Hochzeit waren auch der spätere Brandenburger Kurfürst und preußische König Friedrich und der Statthalter von Kleve, Moritz von Nassau, anwesend. Auf derselben Reise begleitete Glikl ihren Mann zum ersten Mal nach Amsterdam, das sich zu dieser Zeit zum zentralen Umschlagplatz für Juwelen entwickelte. Glikls jüngste Schwester Riwka (~1662–1727) heiratete 1676 Samuel Löb, einen Neffen von Chaijm, und lebte mit ihm ebenfalls in Hamburg.

### Witwe und selbständige Kauffrau
Kurz nach der Geburt des jüngsten Kindes starb am 16. Januar 1689 ihr Mann Chaijm, inzwischen ein angesehener und einflussreicher Geschäftsmann, an den Folgen eines Unfalls und hinterließ ihr 20.000 Reichstaler Schulden. Er wurde auf dem Jüdischen Friedhof in Altona beigesetzt. Glikl war mit acht noch unverheirateten Kindern auf sich alleine gestellt. Wie andere Witwen, etwa ihre Mutter und Großmutter, führte sie die Geschäfte ihres verstorbenen Mannes weiter. Binnen eines Jahres konnte sie die Schulden abzahlen. In der Folge wurde sie zu einer sehr erfolgreichen Geschäftsfrau, die mit Paris, Amsterdam, Wien, Leipzig, Berlin und Metz handelte und auch sich häufig selbst auf Reisen begab. Neben dem Diamanten- und Perlenhandel ließ sie in Hamburg Strümpfe herstellen. Regelmäßig besuchte sie mit ihrem ältesten Sohn Nathan, der mit seiner Frau Mirjam Ballin in Hamburg lebte, die Messen in Braunschweig, Leipzig und Frankfurt.
Es gelang ihr, den Wohlstand der Familie zu mehren und alle ihre Kinder in wohlhabende und prominente jüdische Familien einheiraten zu lassen. Mit der Verheiratung ihrer Kinder erweiterte und festigte sie auch ihr eigenes Handelsnetzwerk. Sie unterstützte ihre Kinder und deren Ehepartner bei Geschäftsgründungen, indem sie mit ihrem guten Namen für sie bürgte. Der Sohn Sanwil (Samuel) wurde von seinem Schwager Samson Wertheimer in dessen Haus aufgenommen und zum Rabbiner ausgebildet. Er starb jedoch schon vor der Geburt seines einzigen Kindes. Auch die Tochter Hendele und der Sohn Löb verstarben jung, Hendele nur wenige Wochen nach ihrer Hochzeit. Die anderen Söhne wurden erfolgreiche Kaufleute in Hamburg, Kopenhagen und London. Der jüngste Sohn Moses wurde Hoffaktor und 1728 Landesrabbiner in Ansbach.
1700 heiratete Glikl in der Hoffnung auf ein behagliches Alter den etwa 60-jährigen Witwer Hirsch (oder Cerf) Isaac Levi Rabbin, einen reichen Bankier und Gemeindevorsteher in Metz, ohne ihn vorher persönlich kennengelernt zu haben. Sein geschäftlicher Zusammenbruch stürzte beide jedoch in Armut. Glikl gelang es immerhin, die Mitgift der jüngsten, noch unverheirateten Tochter Mirjam zu retten. Sie nahm ihre eigenständige Handelstätigkeit wieder auf, um nicht nur auf die Unterstützung durch die Kinder angewiesen zu sein. Das war ungewöhnlich, denn während der Ehe hatte normalerweise der Mann die alleinige Verfügungsgewalt über das Familienvermögen. Hirsch starb 1712. Über Glikls letzte Lebensjahre ist nichts bekannt. Sie starb 1724 im Haus ihrer Tochter Esther, die mit dem reichen Gemeindevorsteher Moses Krumbach in Metz verheiratet war.

## Nachkommen
Aus der Ehe mit Chaijm von Hameln Goldschmidt hatte Glikl vierzehn Kinder, darunter:
- Zippora (* um 1661) ⚭ Kosman Gomperz;

- Nathan ⚭ Mirjam, Tochter von Elia Ballin in Hamburg; er lebte als Kaufmann in Kopenhagen;

- Esther ⚭ Mose Krumbach in Metz, Neffe von Kosman Gomperz;

- Joseph (* um 1677; gest. um 1734) ⚭ Roesel Kroendel Goldschmidt, eine Tochter des Kopenhagener Hofjuweliers Meyer Goldschmidt, der ein Cousin seines Vaters war;

- Moses, Hoffaktor und Landesrabbiner in Ansbach.

## Autobiographie
Glikl schrieb für ihre Kinder ihr Leben auf. Ihre in jiddischer, genauer westjiddischer Sprache geschriebenen Memoiren, die sie 1691 begann, um die Trauer um ihren ersten Ehemann Chaijm zu überwinden, und mit einer Unterbrechung während ihrer zweiten Ehe bis 1719 fortführte, sind die erste erhaltene und bekannte Autobiografie einer Frau in Deutschland und wurden eine herausragende Quelle der Erforschung der deutsch-jüdischen Geschichte und Kultur. Die Originalhandschrift ist nicht erhalten, sondern nur eine Abschrift, die ihr Sohn, der Rabbiner Moses Hameln-Goldschmidt in Baiersdorf, anfertigte.

„Glückel von Hameln hat ihre ‚Denkwürdigkeiten‘ in jüdisch-deutscher Sprache abgefaßt. Der Staub zweier Jahrhunderte lagerte sich auf die nach der eigenhändigen Handschrift der Verfasserin hergestellten Abschriften (die Originalhandschrift ist wohl nicht mehr vorhanden), bis der verdienstvolle Gelehrte Professor David Kaufmann, Budapest, das Werk aus dem abgelegenen Bibliothekswinkel hervorholte und es in der Originalsprache der Oeffentlichkeit übergab. Nunmehr liegt dieses einzigartige Memoirenwerk in einer vorzüglichen Verdeutschung von Dr. Alfred Feilchenfeld vor (Jüdischer Verlag, Berlin). Der Uebersetzer hat das Buch mit wertvollen Erläuterungen und historisch-kritischen Bemerkungen versehen. Dieses Buch vermittelt uns die Bekanntschaft eines durch seine Frische und Natürlichkeit geradezu faszinierenden Menschenkindes, und es bedeutet einen geistigen Gewinn und eine wahre Herzensfreude, mit ihm bekannt zu werden. Es ist kein literarisches Buch. Ein redeseliges Altmütterchen erzählt darin ihre Lebensgeschichte, die großen und kleinen Freuden und Leiden ihres Lebens. Und wahrlich, sie versteht's, schön und fesselnd zu erzählen.“

### Inhalt
Glikls Autobiographie umfasst acht Bücher. Das erste Buch enthält eine moralisch-theologische Abhandlung, in der Glikl ihre Kinder zu Geduld und Gottvertrauen aufruft. Daran zeigt sie sich als belesene, gebildete Frau. Neben Jiddisch sprach sie auch Deutsch und verfügte zudem – ungewöhnlich für eine Frau – über Kenntnisse des Hebräischen, was sich an den zahlreichen hebräischen Formulierungen und Ausdrücken in ihrem Text belegen lässt.
Ab dem zweiten Buch erzählt sie in chronologischer Folge, aber weitgehend ohne Datumsangaben, ihr Leben nach. Ausführlich berichtet sie von Handelsgeschäften, auch von Betrügereien, denen sie, ihr Mann und später auch ihr Sohn Löb ausgesetzt waren. In diesem Zusammenhang sind viele Namen genannt, aus denen sich Glikls Netzwerk rekonstruieren lässt. Es umfasste u. a. diverse Hofjuden wie Samuel Oppenheimer und über diese mehrere Fürstenhöfe.
Die Familie kommt in den Berichten nicht zu kurz. Von allen Geburten und den dabei vorgefallenen Besonderheiten wird berichtet, ebenfalls von der Verheiratung der Kinder einschließlich der vorherigen Verhandlungen um die finanziellen Fragen, sowie von weiter entfernten Familienmitgliedern. Enge familiäre Bande bestanden zu einigen der einflussreichsten und wohlhabendsten jüdischen Familien wie Goldschmidt, Gomperz und Oppenheimer.
In die erzählenden Abschnitte sind immer wieder Volksmärchen, Anekdoten und philosophische Erwägungen eingebunden, die sie als Deutung ihrer eigenen Erfahrungen bzw. als Beispiele für moralische Ratschläge an ihre Kinder dienen. Diese Geschichten sind zumeist der jiddischen Literatur entnommen. Auch zahlreiche Gebete sind in den Text integriert. Glikl zeigt sich darin als fromme Jüdin, die auch nach der Enttäuschung durch Schabbtai Zvi auf den Messias hoffte.
Glikls Autobiographie ist eine einzigartige Quelle für das Leben der wohlhabenden jüdischen Oberschicht in Norddeutschland im 17. Jahrhundert. Sie beschreibt häusliche Szenen, die Erziehung der Söhne – nicht der Töchter –, Geschäftsbeziehungen und -reisen. Die wiedergegebenen Gespräche mit ihren Ehemännern belegen dabei eine, trotz der traditionellen Unterschiede zwischen den Geschlechtern, weitgehend gleichberechtigte Beziehung sowohl in privaten als auch geschäftlichen Bereichen. Immer wieder thematisiert Glikl die gefährdete Situation der Juden. Über das dänische Königshaus, dessen Privilegien den Juden in Altona Sicherheit boten, spricht sie daher voller Lob.
Obwohl Glikl als Frau nicht direkt in die Gemeindeangelegenheiten involviert war, berichtete sie auch davon.

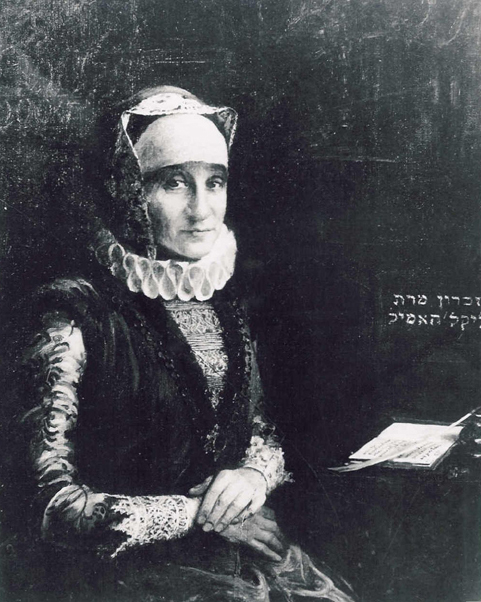
Bertha Pappenheim im Kostüm der Glikl bas Judah Leib. Schwarz-weiß-Reproduktion des Gemäldes von Pilichowski.

### Nachleben
1910, also noch vor dem Ersten Weltkrieg, wurden Glikls Memoiren durch Bertha Pappenheim, Gründerin des Jüdischen Frauenbundes in Deutschland, aus dem Westjiddischen übersetzt und veröffentlicht. Bertha Pappenheim war eine entfernte Verwandte von Glikl bas Judah Leib – ihre Mutter war eine geborene Goldschmidt. Sie ließ sich 1925 von Leopold Pilichowski sogar im Kostüm der Glikl malen.

„Hinausblickend über die Sorgen des Alltags, die für Juden der damaligen Zeit fast erdrückend waren, erscheint uns Glückel von Hameln als kluge, starke Frau, die trotz des Herzeleides, das sie erlebte, trotz der schweren Schicksalsschläge, die sie erduldete, aufrecht blieb.“

Als außergewöhnlich umfangreiches Beispiel eines nicht in künstlerisch-literarischer Absicht geschriebenen jiddischen Textes diente die Autobiographie auch als Basis sprachwissenschaftlicher Studien. Das Jüdische Museum Berlin widmete der hamburgischen Kauffrau ein Kapitel in der bis 2017 gezeigten Dauerausstellung und zeigte anhand ihres Lebens die Schwierigkeiten vor der Jüdischen Emanzipation, der Integration der Juden in die Nation.
Seit 2016 gibt es in Hamburg-Altona-Nord eine Glückel-von-Hameln-Straße.
Zu Glikls zahlreichen Nachkommen gehören neben Bertha Pappenheim Ludwig und Rudolph Bamberger und Heinrich Heine.

## Werk
- Ms. hebr. oct. 2 - Zikhronot
- Ziḵrônôt mārat Gliql Hamil. (Jiddisch), hrsg. von David Kaufmann. J. Kauffmann, Frankfurt am Main 1896 (Digitalisat).
- Glikl. Zikhronot 1691–1719 (Glikl. Memoires 1691–1719). Herausgegeben und übersetzt aus dem Jiddischen durch Chava Turniansky, The Zalman Shazar Center for Jewish History and The Ben-Zion Dinur Center for Research in Jewish History, The Hebrew University, Jerusalem 2006.

Übersetzungen:
- Denkwürdigkeiten der Glückel von Hameln. Übersetzt und hrsg. von Alfred Feilchenfeld. Jüdischer Verlag, Berlin 1913 (Nachdrucke der 4. Auflage 1923: Athenäum, Frankfurt 1987, ISBN 3-610-04699-6 u. a.; zuletzt: Philo, Bodenheim 1999, ISBN 3-8257-0073-9), Digitalisat in der Freimann-Sammlung. Besprechung in: Salomon Frankfurter: Denkwürdigkeiten der Glückel von Hameln. In: Neue Freie Presse, 22. Februar 1914, S. 37–38 (online bei ANNO).
- Die Memoiren der Glückel von Hameln. Übersetzt von Bertha Pappenheim nach der Ausgabe von David Kaufmann. Meyer & Pappenheim, Wien 1910 (Nachdruck mit Vorwort von Viola Roggenkamp: Beltz, Weinheim 1994, ISBN 3-89547-040-6; Taschenbuchausgabe: Beltz, Weinheim 2005, ISBN 3-407-22169-X; E-Text bei de.wikisource).
- Glikl : memoirs 1691-1719 / edited & annotated with an introduction by Chava Turniansky ; translated from the „bilingual Yiddish-Hebrew edition, published as Glikl: Zikhronot 1691-1719 (Zalman Shazar Center, 2006)“ by Sara Friedman, Waltham, Massachusetts : Brandeis University Press, [2019], ISBN 978-1-68458-005-7

Glikls Memoiren wurden auch in hebräischer (1929 und 2006), französischer (1971), englischer (1932, 1962 und 1963) und russischer (2001) Übersetzung veröffentlicht. In den USA erschienen zwei fiktionale Bearbeitungen des Werks: 1941 das Theaterstück Glückel of Hameln von Margoa Winston (Pseudonym für Minnie Hannah Winer Epstein), 1967 der Roman The adventures of Glückel of Hameln von Paul Sharon.